# Vashti Cunningham
Vashti Cunningham (* 18. Januar 1998 in Las Vegas, Nevada) ist eine US-amerikanische Hochspringerin.

## Leben
Vashti Cunningham ist die Tochter des ehemaligen American-Football-Quarterbacks Randall Cunningham und der ehemaligen Ballerina Felicity de Jager Cunningham. Ihr Bruder  Randall Cunningham II ist ebenfalls Hochspringer. Ihr persönlicher Rekord liegt in der Halle bei 2,00 m, im Freien bei 2,02 Metern.
Die US-Amerikanerin gewann 2016 bei den Leichtathletik-Hallenweltmeisterschaften die Goldmedaille mit 1,96 Metern vor der spanischen Olympiasiegerin von 2016, Ruth Beitia. Zwei Jahre später, bei den Leichtathletik-Hallenweltmeisterschaften 2018, sprang sie mit 1,93 Metern zur Silbermedaille hinter der Russin Marija Lassizkene.
Bei den Leichtathletik-Weltmeisterschaften 2019 in Doha, gewann sie mit persönlicher Bestleistung von 2,00 m die Bronzemedaille.